# 서산 유기방 가옥
서산 유기방 가옥(瑞山 유기방 家屋)은 대한민국 충청남도 서산시 운산면 여미리에 있는 일제강점기의 가옥이다. 2005년 10월 31일 충청남도의 민속문화재 제23호로 지정되었다.

## 개요
송림이 우거진 낮은 야산을 배경으로 남향하여 자리하고 있다. 북으로 ㅡ자형의 안채와 서측의 행랑채, 동측에는 안채와의 사잇담과 근래에 지은 주택이 안마당을 형성하고 있다.
안채와 우측으로 ㄴ자형의 사랑채와 행랑채가 서로 마주보고 있다. 원래 안채 앞에 중문채가 있었던 것을 1988년에 헐어내고 현재와 같이 누각형 대문채를 건립하였다. 사랑마당과 안마당은 담장으로 구분되어 있는데, 특히 후면담장은 급한 경사지를 따라 둥글게 감싸고 있으며 상부에 연목을 놓고 기와를 얹은 토담이다. 토담을 축조할 때 사용했던 귀틀이 현재도 남아 있다.

## 참고 자료
- 서산유기방가옥 - 국가유산청 국가유산포털